# Kamenjani
Kamenjani (cirill betűkkel Камењани), település Szerbiában, a Raškai körzet Kraljevoi községében.

## Népesség
- 1948-ban 333 lakosa volt.
- 1953-ban 360 lakosa volt.
- 1961-ben 387 lakosa volt.
- 1971-ben 340 lakosa volt.
- 1981-ben 322 lakosa volt.
- 1991-ben 311 lakosa volt.
- 2002-ben 283 lakosa volt,[1] akik közül 279 szerb (98,58%) és 4 ismeretlen.[2]